# Bluff Head (udde)
Bluff Head (kinesiska: 大潭頭, 大潭头) är en udde i Hongkong (Kina). Den ligger i den centrala delen av Hongkong.
Terrängen inåt land är huvudsakligen kuperad, men den allra närmaste omgivningen är platt. Havet är nära Bluff Head söderut.  Centrala Hongkong ligger 11,6 km nordväst om Bluff Head. 